# Feira Mundial de 1982
A Feira Mundial de 1982 também chamada de Exposição Internacional de Energia de Knoxville, foi uma feira mundial que aconteceu em Knoxville, Estados Unidos, com o tema "A energia gira o mundo".

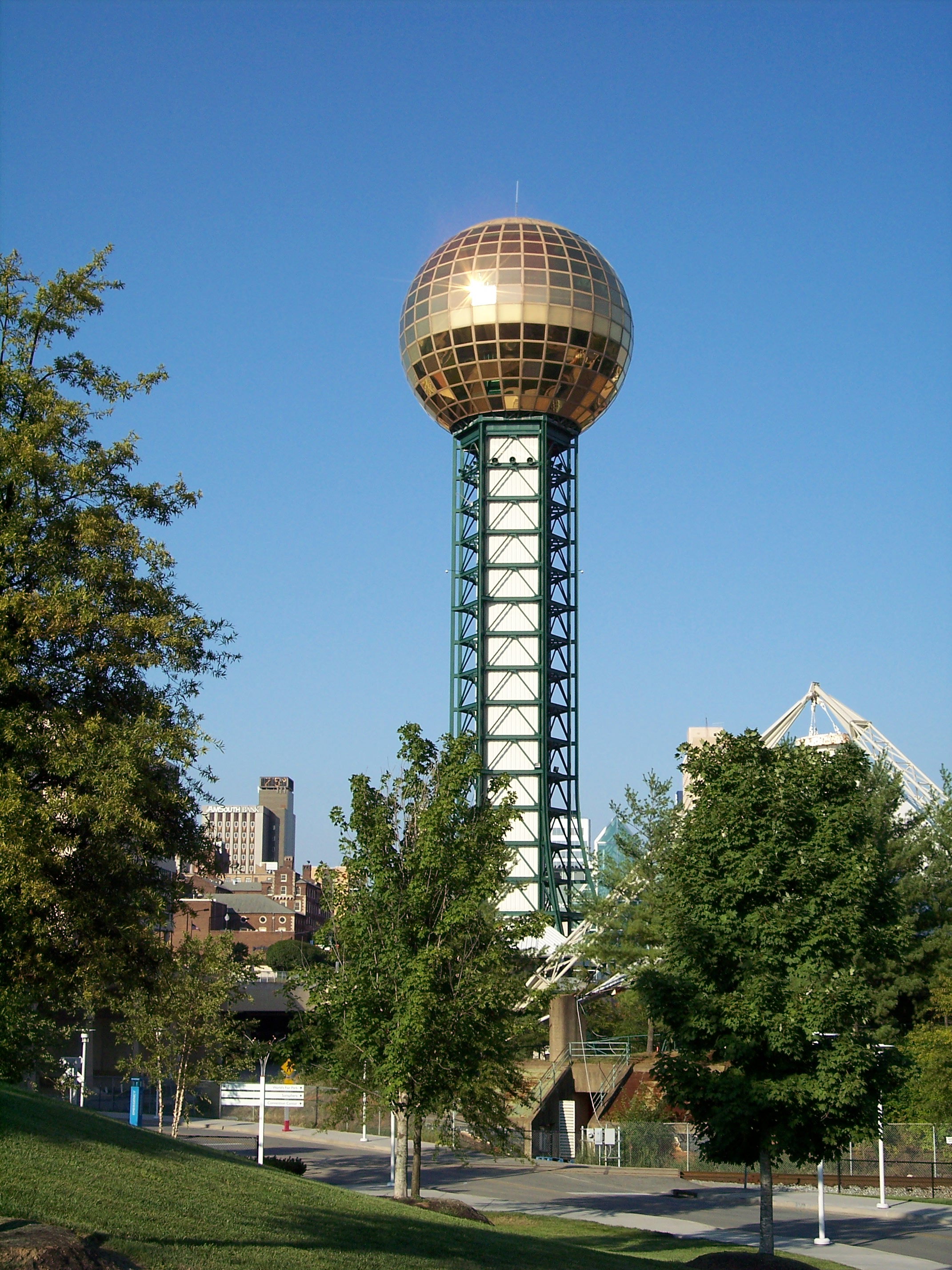
Sunsphere

A feira foi de 1 de maio de a 31 de outubro de 1982, após receber 11 milhões de visitantes. As nações participantes foram Austrália, Bélgica, Canadá, China, Dinamarca, Egito, França, Grécia, Hungria, Itália, Japão, Luxemburgo, México, Holanda, Panamã, Peru, Filipinas, Arábia Saudita, Coreia do Sul, Reino Unido, Estados Unidos e Alemanha Ocidental. O Panamá não ocupou o espaço reservado, sendo que o mesmo foi ocupado pelas Ilhas do Caribe.
A feira foi construída em um espaço de 70 acres entre a cidade de Knowville e a Universidade de Tennessee. A Sunsphere, uma torre de aço com um globo dourado no topo, foi construída para a feira e ainda existe como símbolo da cidade de Knoxville.
Em 2007, a East Tennessee Historical Society abriu uma exibição a fimd e comemorar o aniversário de 25 anos da Feira Mundial.

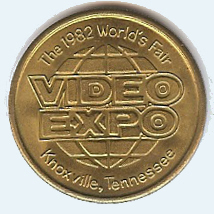
Moeda da feira

## A feira

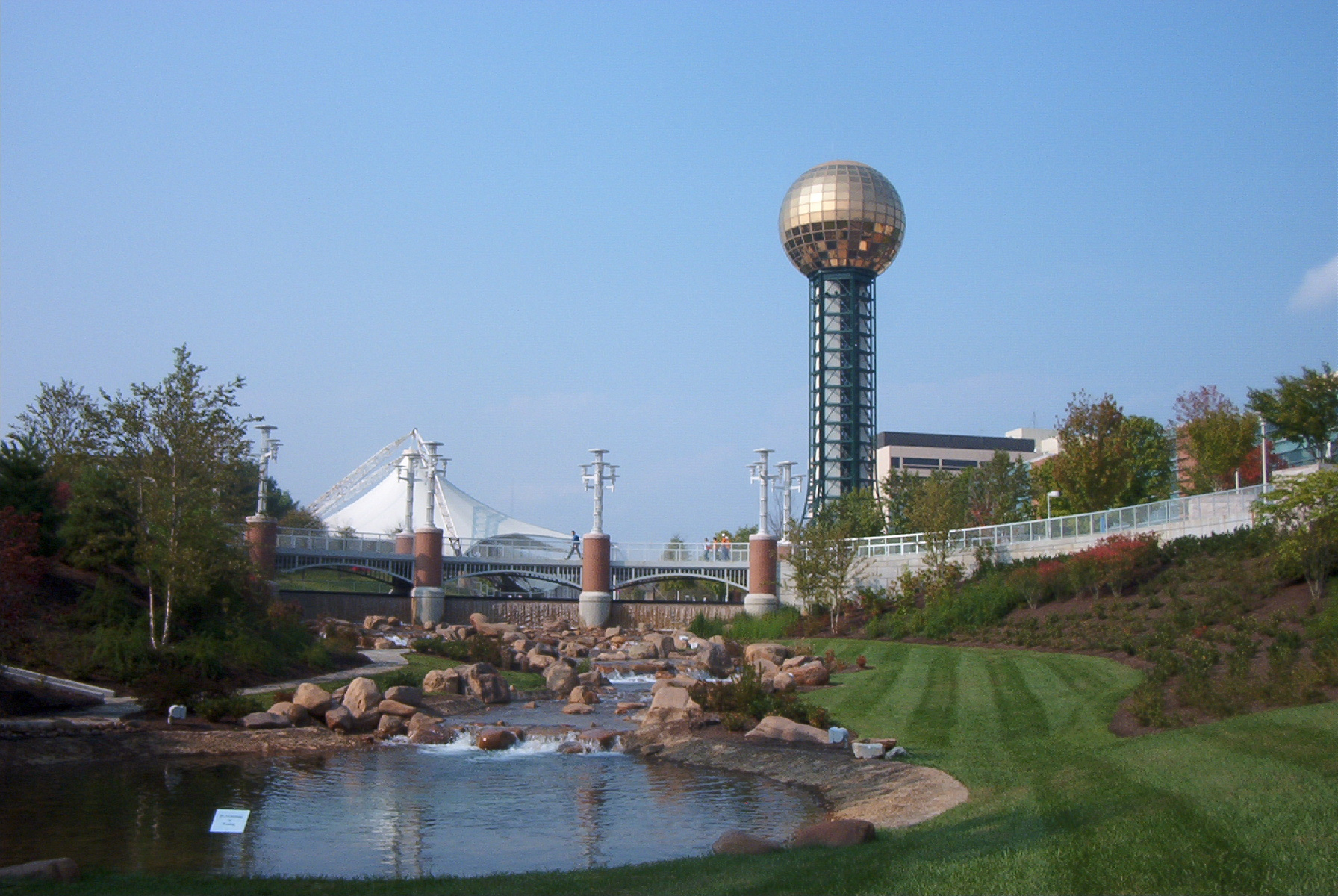
Vista geral

O Peru exibiu uma múmia que foi aberta e estudada na feira. Egito mostrou artefatos antigos com valor de mais de 30 milhões de dólares. Humgria, casa do cubo de Rubik, enviou um cubo grande e automatizado para a entrada do pavilhão; ele ainda existe no centro de Knoxville. Toda a noite houve apresentação com fogos de artifício por 10 minutos.
Houve um jogo de pré-temporada entre Pittsburgh Steelers e New England Patriots no Neyland Stadium em 14 de agosto de 1982. Os Steelers ganharam por 24-20.

## Invenções
Várias invenções foram apresentadas ao mundo nesta feira, incluindo:
- telas com touch screen
- embalagens de Tetra Pak
- cherry coke[6]

A rede de fast food Petro's Chili & Chips iniciou na feira.